# SVD Handzame
Dernière mise à jour : 2 février 2012.
Le Sterk Vlug Dapper Handzame est un ancien club de football belge, basé dans l'entité d'Handzame, une section de la commune de Kortemark. Fondé en 1970, le club, porteur du matricule 8300, disparaît en 2006 dans une fusion avec le VV Kortemark. Au cours de son Histoire, il dispute 12 saisons dans les séries nationales belges, toutes en Promotion, le quatrième niveau hiérarchique.

## Histoire
Le club est créé en 1970, et rejoint une ligue amateur, la « Middenkust ». Il franchit le pas vers l'Union Belge, à laquelle il s'affilie le 16 avril 1975. Il reçoit alors le matricule 8300, et est versé en quatrième provinciale, le plus bas niveau du football belge. En 1984, il est promu en troisième provinciale via le tour final inter-séries. Il poursuit sur sa lancée, et dispute à plusieurs reprises le tour final de « P3 » les saisons suivantes. En 1988, il remporte le titre dans sa série et monte en deuxième provinciale. Un an plus tard, il gagne un nouveau titre et rejoint la première provinciale. Le club signe un triplé en remportant son troisième titre consécutif en 1990, ce qui lui ouvre pour la première fois les portes de la Promotion, le quatrième niveau national.
Le SVD Handzame s'adapte rapidement au niveau national, terminant quatrième de sa série pour sa première saison de Promotion. En 1994, le club est vice-champion, à trois points du vainqueur, le Heirnis Gand. Cette place lui permet néanmoins de participer au tour final pour la montée en Division 3, dont il est éliminé dès le premier tour par Tirlemont. La saison suivante, le club se qualifie de nouveau pour le tour final où, après une victoire sur Le Lorrain Arlon, il est de nouveau éliminé par Tirlemont. Le club rentre dans le rang les saisons suivantes, et finit par être relégué en première provinciale en 1999, après neuf années consécutives en Promotion.
Après sa relégation, Handzame s'impose comme une des meilleures équipes de provinciales, et se qualifie pour le tour final de Flandre-Occidentale, qu'il remporte et atteint ainsi le tour final inter-provincial. Malgré un tirage difficile qui lui fait affronter deux clubs barragistes de Promotion, Farciennes d'abord et Couillet ensuite, le club sort vainqueur de ce tournoi et retrouve ainsi la Promotion un an après l'avoir quittée. Pour la saison de son retour, le club termine à la sixième place, mais les deux suivantes sont moins bonnes, et le club est relégué en provinciales en 2003.
Deux ans plus tard, il tombe en deuxième provinciale, où il dispute un derby face au VV Kortemark, un autre club de la commune. Un an plus tard, les deux clubs décident de fusionner. Bien que Kortemark soit plus ancien, il n'a jamais dépassé le niveau provincial. C'est néanmoins son matricule 5935 qui est conservé lors de la fusion, le 8300 du SVD Handzame étant radié des listes de la fédération. Le club fusionné se baptise Sterk Vlug Dapper Kortemark, et s'installe dans l'Amersveldstadion, l'ancien stade d'Handzame.

## Résultats dans les divisions nationales
Statistiques clôturées, club disparu

### Bilan
| Niv | Divisions    | Jouées | Titres | TM Up | TM Down |
| --- | ------------ | ------ | ------ | ----- | ------- |
| I   | 1e nationale | 0      | 0      |       |         |
| II  | 2e nationale | 0      | 0      |       |         |
| III | 3e nationale | 0      | 0      |       |         |
| IV  | 4e nationale | 12     | 0      | 2     |         |
|     |              |        |        |       |         |
|     | TOTAUX       | 12     | 0      | 2     |         |

- TM Up= test-match pour départager des égalités, ou toutes formes de Barrages ou de Tour final pour une montée éventuelle.
- TM Down= test-match pour départager des égalités, ou toutes formes de Barrages ou de Tour final pour le maintien.

### Classements saison par saison
| Ordre               | Saison  | Nom du club                                                                        | Niveau                                                                             | Classement final                                                                   | Remarques                                                                          |
| ------------------- | ------- | ---------------------------------------------------------------------------------- | ---------------------------------------------------------------------------------- | ---------------------------------------------------------------------------------- | ---------------------------------------------------------------------------------- |
| 1                   | 1990-91 | SVD Handzame                                                                       | Promotion série A                                                                  | 4e/16                                                                              |                                                                                    |
| 2                   | 1991-92 | SVD Handzame                                                                       | Promotion série A                                                                  | 6e/16                                                                              |                                                                                    |
| 3                   | 1992-93 | SVD Handzame                                                                       | Promotion série A                                                                  | 6e/16                                                                              |                                                                                    |
| 4                   | 1993-94 | SVD Handzame                                                                       | Promotion série A                                                                  | 2e/16                                                                              | Tour final                                                                         |
| 5                   | 1994-95 | SVD Handzame                                                                       | Promotion série A                                                                  | 6e/16                                                                              | Tour final                                                                         |
| 6                   | 1995-96 | SVD Handzame                                                                       | Promotion série A                                                                  | 7e/16                                                                              |                                                                                    |
| 7                   | 1996-97 | SVD Handzame                                                                       | Promotion série A                                                                  | 11e/16                                                                             |                                                                                    |
| 8                   | 1997-98 | SVD Handzame                                                                       | Promotion série A                                                                  | 12e/16                                                                             |                                                                                    |
| 9                   | 1998-99 | SVD Handzame                                                                       | Promotion série A                                                                  | 14e/16                                                                             | Relégué!                                                                           |
| séries provinciales |         |                                                                                    |                                                                                    |                                                                                    |                                                                                    |
| 10                  | 2000-01 | SVD Handzame                                                                       | Promotion série A                                                                  | 6e/16                                                                              |                                                                                    |
| 11                  | 2001-02 | SVD Handzame                                                                       | Promotion série A                                                                  | 12e/16                                                                             |                                                                                    |
| 12                  | 2002-03 | SVD Handzame                                                                       | Promotion série A                                                                  | 14e/16                                                                             | Relégué!                                                                           |
| séries provinciales |         |                                                                                    |                                                                                    |                                                                                    |                                                                                    |
| X                   | 2006    | Le club fusionne avec le VV Kortemark et son matricule est radié par la Fédération | Le club fusionne avec le VV Kortemark et son matricule est radié par la Fédération | Le club fusionne avec le VV Kortemark et son matricule est radié par la Fédération | Le club fusionne avec le VV Kortemark et son matricule est radié par la Fédération |